# Daiki Iwamasa
Daiki Iwamasa, född 30 januari 1982 i Yamaguchi prefektur, är en japansk fotbollsspelare som spelar för Fagiano Okayama.